# Danze rituali coreane
Le danze rituali coreane sono principalmente eseguite durante processioni religiose e rituali sciamanici, confuciani e buddhisti. Si riconoscono tre principali danze rituali nella tradizione coreana: 
- la Ilmu (일무?), legata al Confucianesimo
- la Jakbeop (작법?), legata al Buddhismo
- la Musokchum (무속춤?), legata allo sciamanesimo

Le danze rituali possono essere considerate la radice delle danze coreane contemporanee. In particolare, la tecnica dei vari movimenti, i quali si sviluppano dalla respirazione e si regolano in base al tempo della musica, è nata dalle danze eseguite durante i rituali sciamanici. Le danze rituali presentano numerose somiglianze con le danze popolari, specialmente per la loro caratteristica vivacità.

## Ilmu

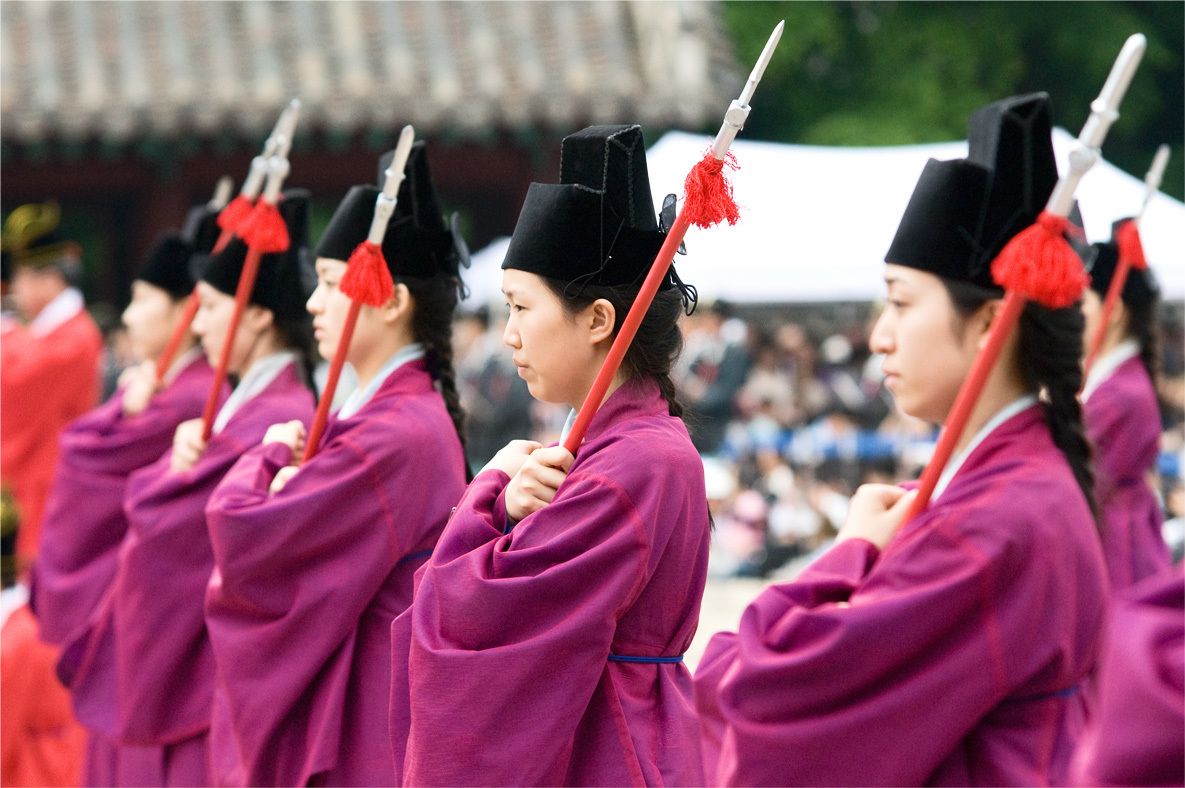
Ilmu eseguita durante un rituale Confuciano per gli antenati presso il santuario di Jongmyo a Seoul

Il Confucianesimo fu adottato, oltre che dalla Corea, da numerosi paesi, come Taiwan, il Vietnam, e il Giappone. Questi paesi, insieme a questa corrente di pensiero, adottarono anche i modelli di amministrazione e i sistemi rituali da essa dettati. I rituali confuciani costituiscono un complesso sistema, dentro al quale si riconosce un'eredità costituita da numerose danze rituali. Originariamente, le danze confuciane erano strettamente legate ai rituali dedicati agli antenati ed erano eseguite principalmente presso i santuari ad essi dedicati. Solo più tardi queste danze assunsero differenti connotazioni, ma sempre all'interno della sfera confuciana, e iniziarono ad essere eseguite anche nei cortili dei templi, accompagnate da musica e offerte cerimoniali.
Le danze confuciane seguono un tempo lento e sono accomunate da movimenti minimalisti, giri, inchini, e assenza di espressioni facciali. Difatti, in Corea prendono il nome di Ilmu (일무?), "Ballo in linea" (in inglese Line Dance), dalla formazione che i danzatori assumono durante l'esecuzione: queste danze, oltre che essere essenziali e rigide, prevedono un gran numero di ballerini, i quali devono disporsi in file dritte e precise.

## Jakbeop
Il termine Jakbeop si riferisce alle danze tradizionali coreane eseguite durante cerimonie e rituali buddhisti. Secondo la tradizione, queste danze venivano eseguite dagli esseri celesti e dalle divinità, e, pertanto, è difficile risalire alla loro origine. Le Jakbeop sono danze di carattere solenne, in seno all'ambiente e al contesto nel quale vengono svolte. Infatti, esse vengono perlopiù eseguite presso templi sacri, all'interno, su un palco rituale oppure nel cortile, in occasione di cerimonie rituali importanti che richiedono una grande celebrazione. Le danze buddhiste in Corea, nonostante facciano parte di un complesso rituale, non sono ritenute una forma di meditazione o preghiera, bensì sono una forma di offerta fisica. Le danze tradizionali coreane buddhiste più significative sono la Beopgochum (법고춤?), la Nabichum (나비춤?), la Barachum (바라춤?) e la Seungmu (승무?).

### Beopgochum
La Beopgochum (법고춤?) è una danza eseguita da un batterista, il quale suona un tamburo di medie dimensioni chiamato beopgo (법고?) mentre balla. Questo tamburo significa letteralmente "il tamburo del Dharma" ed è considerato uno dei quattro strumenti buddhisti principali. L'origine di questa danza risale al tardo periodo Joseon, da una pratica eseguita dai monaci buddhisti mendicanti per accumulare offerte: essi si recavano di casa in casa, in varie città, con il beopgo sottobraccio, per poi suonare e ballare in cerchio, al fine di raccogliere soldi e riso da poter offrire al Buddha. Questa pratica prese il nome di beopgo, dal tamburo, e da essa nacque la Beopgochum (letteralmente "Danza del beopgo"). L'esecuzione di questa danza prevede numerosi attori e il suo insieme deve essere in grado di produrre scene suggestive, espressione dell'estasi e dell'euforia artistica collettiva.

### Nabichum
La Nabichum (나비춤?) è considerata la più importante e rappresentativa delle forme di danza buddhiste in Corea. Il termine Nabichum significa letteralmente "Danza della Farfalla" e deriva sia dalla coreografia, che ricorda i movimenti leggeri ed aggraziati di una farfalla, sia dal costume indossato dai danzatori durante la sua esecuzione. Il costume è composto da una veste cerimoniale chiamata jangsam (장삼?), la quale è costituita da maniche molto ampie, che, quando mosse, ricordano le ali di una farfalla. Originariamente questa danza veniva eseguita dai monaci, i quali indossavano anche il ggokkal (꼬깔?), un cappello a punta e a forma di cono. Questa danza è caratterizzata da una musica lenta e rilassante ed è accompagnata dal ritmo di due strumenti, un tamburo e un grande gong (taejing). I danzatori imitano i movimenti di una farfalla, eseguendo passi semplici, giri lenti, per concludere in una posizione accovacciata.

### Barachum
La Barachum (바라춤?), come si evince dal suo nome, è una danza caratterizzata dall'utilizzo del bara da parte dei danzatori: il bara è uno strumento tradizionale coreano, simile a un piatto a percussione, realizzato con l'ottone. Questa danza, scandita dalla musica dei piatti suonati dai danzatori, prevede movimenti complicati, agili e fluidi, composti da passi indietro e in avanti, ed è accompagnata dal suono di un tamburo. Lo scopo di questa danza è quello di allontanare gli spiriti maligni e purificare la mente. La Barachum si può classificare in sei diverse tipologie: Cheonsu Barachum (천수바라춤?, 千手---?), Myeong Barachum (명바라춤?), Sadarani Barachum (사다라니바라춤?), Gwanyokge Barachum (관욕게바라춤?), Meok Barachum (먹바라춤?) e Naerim Barachum (내림바라춤?).

### Seungmu

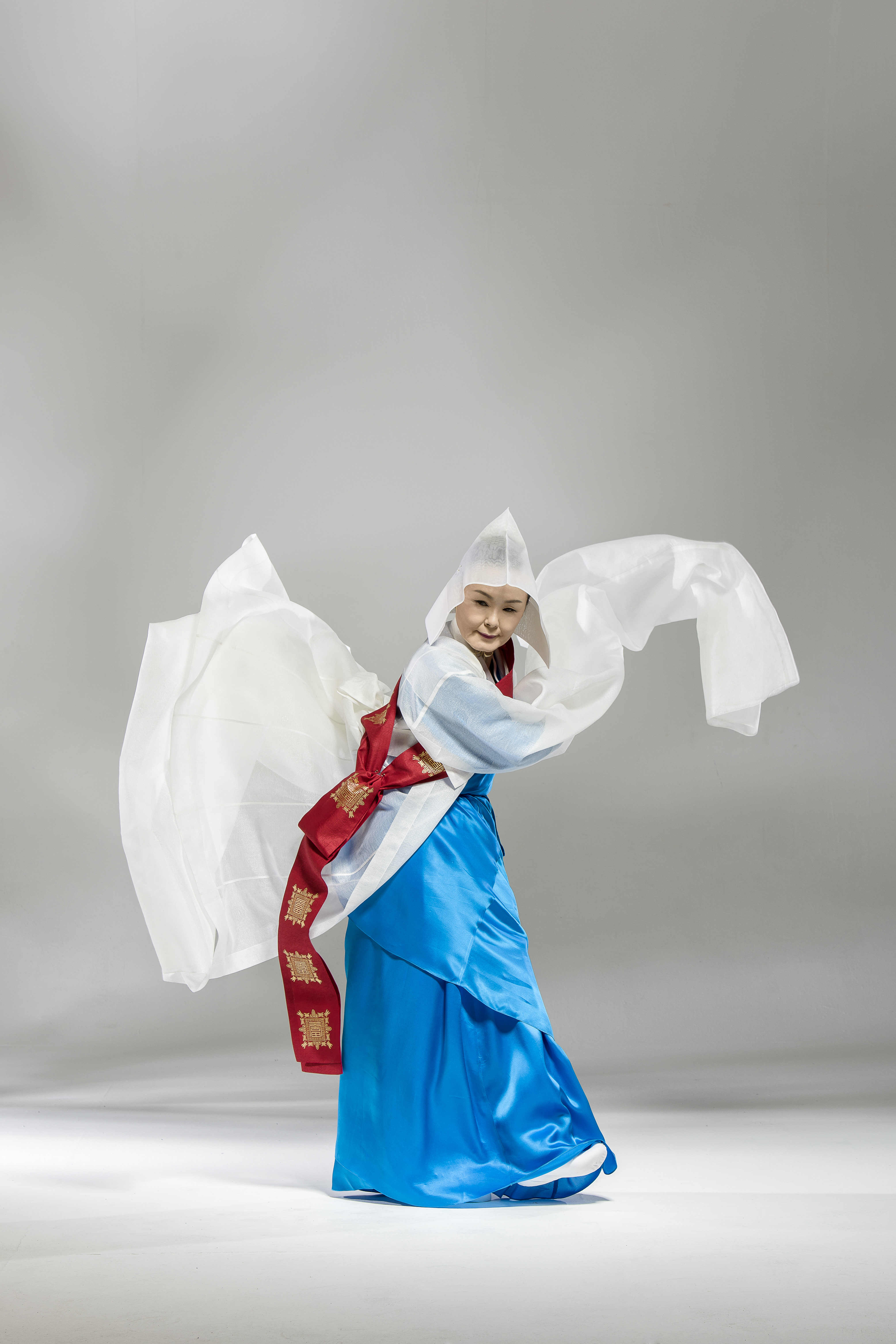
La danzatrice Kim Myo-seon mentre esegue la Seungmu indossando il tradizionale costume jangsam.

La Seungmu (승무?), letteralmente "Danza del Monaco", è la più antica tra le danze buddhiste coreane. Essa unisce colori, musica e movimenti in una scenografia adatta alla coreografia complessa che essa prevede. Questa danza è la rappresentazione dell'animo turbato di un monaco, in preda ad un complesso interiore diviso tra la vita monastica e quella mondana. Il costume utilizzato in questa danza prevede sostanzialmente l'uso di una veste cerimoniale chiamata jangsam (장삼?), composta da una manica molto lunga chiamata gasa e da un cappuccio bianco a punta detto ggokkal (꼬깔?), la quale viene alzata leggermente durante l'esecuzione per mostrare i beoseon (버선?), le calze tradizionali coreane. Il danzatore deve essere in grado di esprimere attraverso i movimenti del corpo sia la gioia sia il dolore, servendosi di gesti unici enfatizzati dal movimento fluido delle maniche della veste. La danza è accompagnata da vari strumenti, come il piri, un flauto, il daegeum, un flauto traverso di bambù, lo haegeum, un violino a due corde, lo janggo e i buk, dei tamburi.

## Musokchum
La Musokchum (무속춤?) è la danza eseguita dagli sciamani durante i rituali. In Corea, i rituali sciamanici vengono spesso eseguiti di fronte ai santuari oppure di fronte ad appositi altari nella casa dello sciamano. Durante un rituale, lo sciamano cade in una trance, si agita e trema, per chiamare a sé lo spirito. In questo processo, lo sciamano balla energicamente, saltando e volteggiando a ritmo di tamburi e di gong, e suonando delle campanelle che tiene nella mano: è attraverso questa danza che entra in contatto con il mondo degli spiriti e li intrattiene. Lo sciamano indossa abiti speciali, porta un cappello e solitamente impugna anche degli strumenti, come una spada o un tridente.
Questa danza prevede delle regole e degli elementi da rispettare, come i passi leggeri e i vorticosi e fluidi movimenti delle braccia. Durante la danza, l'energia dello sciamano scorre dal petto, attraverso le braccia estese, per poi finire nelle dita. Nel momento in cui l'energia completa il suo corso, lo spirito entra in contatto con lo sciamano, il quale cade in uno stato semi-isterico. Questa esperienza si riflette nella danza: lo sciamano assume un'espressione quasi dolorante e tiene le braccia sollevate al cielo, a segnalare che tutti i suoi poteri sono completamente coinvolti. Questa estasi dall'aspetto di una trance prende il nome di sinmyeon, e oltre che ad essere il momento culmine delle danze sciamaniche, è anche una caratteristica tipica di molte danze tradizionali coreane. Le danze sciamaniche costituiscono un grande patrimonio tecnico e stilistico, in quanto hanno contribuito più tardi alla formazione delle seguenti danze confuciane e buddhiste sul suolo coreano.